# Alfred Pfabigan
Alfred Pfabigan (* 10. November 1947 in Wien) ist ein österreichischer Professor für Philosophie im Ruhestand.

## Leben
Pfabigan studierte Rechtswissenschaften und Politische Philosophie an der Universität Wien und promovierte 1971 als Jurist. In der Folge war er 1972 bis 1973 wissenschaftlicher Mitarbeiter in der Abteilung Politikwissenschaft am Institut für Höhere Studien und wissenschaftliche
Forschung in Wien und 1973 bis 1980 Assistent am Institut für Politikwissenschaft der Universität Salzburg bei Norbert Leser. 1979 habilitierte er sich, seit 1980 ist er als außerordentlicher Universitätsprofessor an der Universität Wien tätig.
Pfabigan befasst sich in seinen Arbeiten mit der Wiener Moderne ebenso wie mit theologischen Fragen, beschäftigte sich in einem Text mit der Realität des politischen Systems in Nordkorea und geht Überlegungen zu Karl Kraus und Thomas Bernhard nach. Pfabigan hat auch zahlreiche Medienauftritte wahrgenommen und mehrere Gastprofessuren ausgeübt, so etwa 1987–88 am Franklin & Marshall College in Lancaster (Pennsylvania, USA), 1995 in Czernowitz und 2000 in Sofia. Seit 2001 lehrte er in Metz.

## Publikationen
- Karl Kraus und der Sozialismus, 1976
- Max Adler. Eine politische Biographie, 1982
- (Hrsg.) Max Adler: Ausgewählte Werke, 1982
- (Hrsg.) Ornament und Askese im Zeitgeist des Wien der Jahrhundertwende, 1985
- Schlaflos in Pjöngjang, 1986
- Die andere Bibel, 1991, Reihe Die Andere Bibliothek
- Geistesgegenwart, 1992
- (Mitverf.) Das letzte Vivat, 1995
- Thomas Bernhard. Ein österreichisches Weltexperiment, 1999[1]
- Die Enttäuschung der Moderne, 2000
- Gottes verbotene Worte, 2000
- Nimm 3, zahl 2! Wie geil ist Geiz?, 2004
- Mord zum Sonntag: Tatortphilosophie, 2016
- Kaiser, Kleider, Kind. Die Kunst des Betrugs und seiner vermeintlichen Aufdeckung. Essay. Limbus, Innsbruck 2019, ISBN 978-3-99039-141-9
- Philosophie hilft! Alltag und Theorie zwischen Sokrates und Freud in der Philosophischen Praxis Märzstraße, Malente (Vitolibro) 2021, ISBN 978-3-86940-034-1
- Jeder mordet, was er liebt. Oscar Wilde und Alfred Douglas. Eine Liebesgeschichte in Zeiten des Verbotes, Wien (Promedia) 2025